# Ordino
Ordino est une des sept paroisses d'Andorre, située dans le Nord-Ouest du pays, dans la vallée du Valira del Nord. Les habitants sont les Ordinencs.
La fête patronale est célébrée le 16 septembre ; la fête du rosaire le premier dimanche de juillet.

## Géographie

### Paroisses limitrophes
| Lercoul (France) | Siguer, Gestiès (France) | Aston (France) |
| Auzat (France)   | Ordino                   | Canillo        |
| La Massana       | Encamp                   |                |

### Villages ou agglomérations
- Ordino, « chef de Paroisse ».
- Segudet, hameau près d'Ordino, sur le flanc sud du Pic de Casamanya.
- Sornàs.
- Ansalonga.
- La Cortinada, deuxième village le plus peuplé de la paroisse.
- Arans.
- Llorts.
- Les Salines, nouveau lotissement situé entre El Serrat et Llorts.
- El Serrat.

## Administration

### Liste des consuls majeurs
| Période                                  | Période  | Identité                   | Étiquette               | Qualité |
| ---------------------------------------- | -------- | -------------------------- | ----------------------- | ------- |
| 1995                                     | 1999     | Joseph Duro Coma           | Liste indépendante      |         |
| 1999                                     | 2003     | E. Dolsa Font              | PRO                     |         |
| 2003                                     | 2007     | E. Dolsa Font              | PLA                     |         |
| 2007                                     | 2011     | Bonaventura Espot Benazet  | ACO                     |         |
| 2011                                     | 2015     | Bonaventura Espot Benazet  | ACO-DA                  |         |
| 2015                                     | 2023     | Josep Àngel Mortés Pons    | ACO-DA                  |         |
| 2023                                     | En cours | Maria del Mar Coma Padilla | ACO+DA+SDP+Independents |         |
| Les données manquantes sont à compléter. |          |                            |                         |         |

### Conseil communal
|                          |                                                                           |       |       |       |        |               |  |  |  |
| Liste                    | Liste                                                                     | Voix  | %     | +/-   | Sièges | +/-           |  |  |  |
|                          | Action communale d'Ordino + Démocrates + Indépendants + Progressistes SPD | 646   | 55,64 | 10,69 | 8      | en stagnation |  |  |  |
|                          | Unis pour Ordino (Parti social-démocrate + Andorre en avant + X'Ordino)   | 515   | 44,36 | 21,48 | 2      | en stagnation |  |  |  |
|                          |                                                                           |       |       |       |        |               |  |  |  |
| Votes valides            | Votes valides                                                             | 1 161 | 86,97 |       |        |               |  |  |  |
| Votes blancs             | Votes blancs                                                              | 138   | 10,33 |       |        |               |  |  |  |
| Votes nuls               | Votes nuls                                                                | 36    | 2,70  |       |        |               |  |  |  |
| Total                    | Total                                                                     | 1 335 | 100   | –     | 10     | en stagnation |  |  |  |
| Abstentions              | Abstentions                                                               | 612   | 31,44 |       |        |               |  |  |  |
| Inscrits / participation | Inscrits / participation                                                  | 1 947 | 68,56 |       |        |               |  |  |  |

## Tourisme et patrimoine
Ordino obtient en 2023 le label Meilleurs villages touristiques de l'Organisation mondiale du tourisme.
- Auditorium national d'Ordino.
- Église Sant Corneli i Sant Cebrià.
- Église Sainte-Barbe d'Ordino.
- Église Sant Martí de la Cortinada.
- Cal Pal de la Cortinada.
- Maison d'Areny-Plandolit (musée).
- Maison Rossell, avec sa chapelle et son pigeonnier.
- Musée postal d'Andorre.
- Parc naturel de Sorteny.
- Station de ski d'Arcalís.
- Route du fer.

## Histoire
La paroisse d'Ordino est occupée depuis la préhistoire comme en témoigne la découverte de la tombe de Segudet datant de la fin du néolithique.
La paroisse d'Ordino a été historiquement connue pour l'industrie du fer. Celle-ci s'est principalement développée entre le XVIIe et le XIXe siècle. Le minerai de fer était notamment extrait de la mine de Llorts. La paroisse abritait également plusieurs forges, en particulier la forge d'Areny et la forge Rossell, toutes deux transformées en musée,. Les dernières forges fermèrent à la fin du XIXe siècle provoquant un déclin démographique.
En plus d'avoir été un centre industriel, Ordino est aussi un centre culturel en Andorre. C'est dans la ville que le Manual Digest a été rédigé en 1748 par Antoni Fiter i Rossell. Ce livre, parfois surnommé la « Bible de l'Andorre » traite de l'histoire, de la culture andorrane et de la politique de l'époque.
La station de ski d'Arcalís a été inaugurée en 1983.

## Géographie
La paroisse d'Ordino a dans son territoire, des sommets parmi les plus hauts du pays  — Serrera (2 912 m), pic de Font Blanca (2 903 m), Estanyó (2 915 m) — et aussi les plus parcourus – Casamanya (2 750 m) – d'Andorre.

## Transports en commun
La paroisse est desservie par la ligne 6 en journée, et la nuit en fin de semaine par la ligne Bn3, du réseau de transport en commun national.

## Galerie d'images

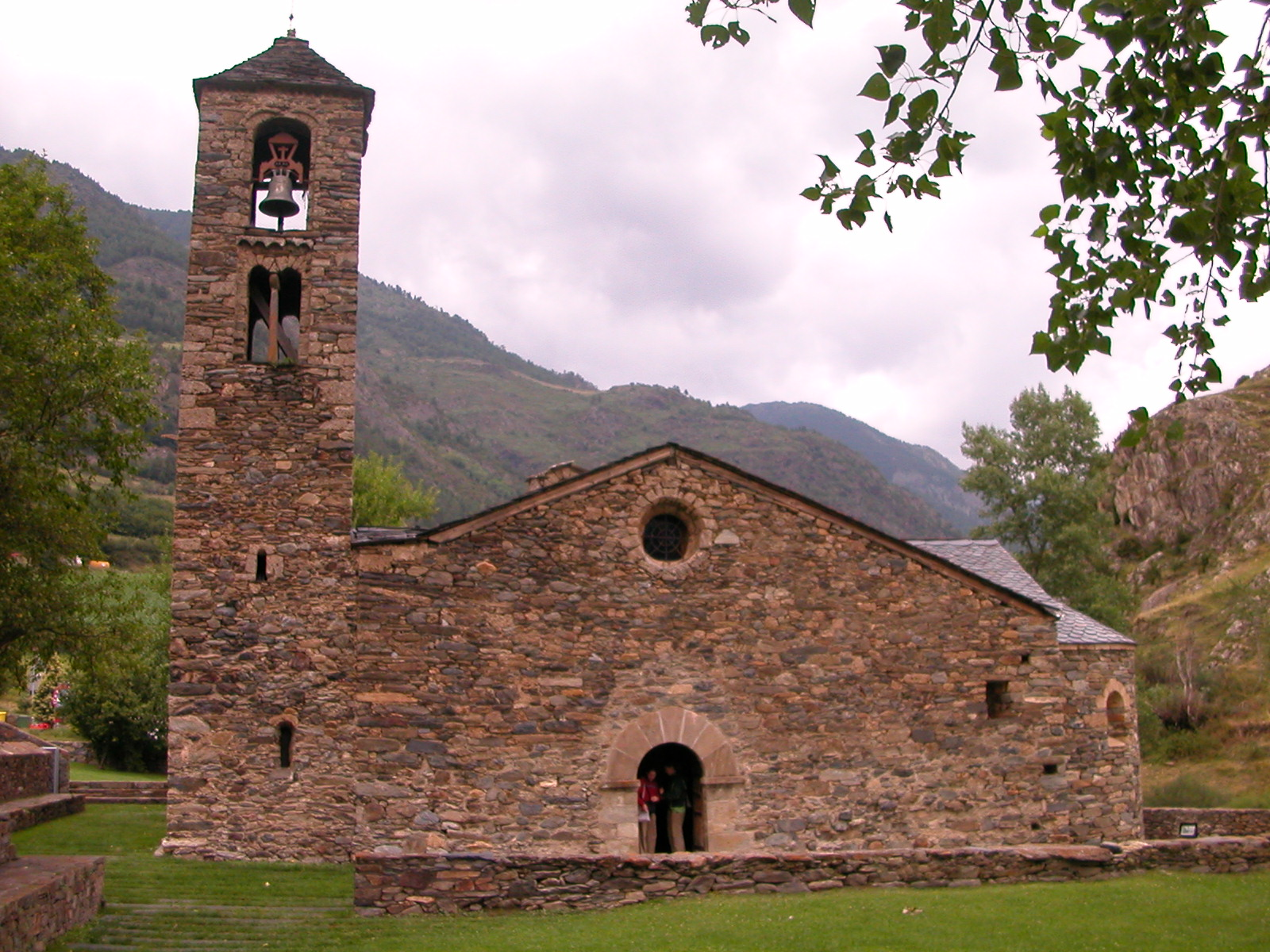
Église Sant Martí de la Cortinada.
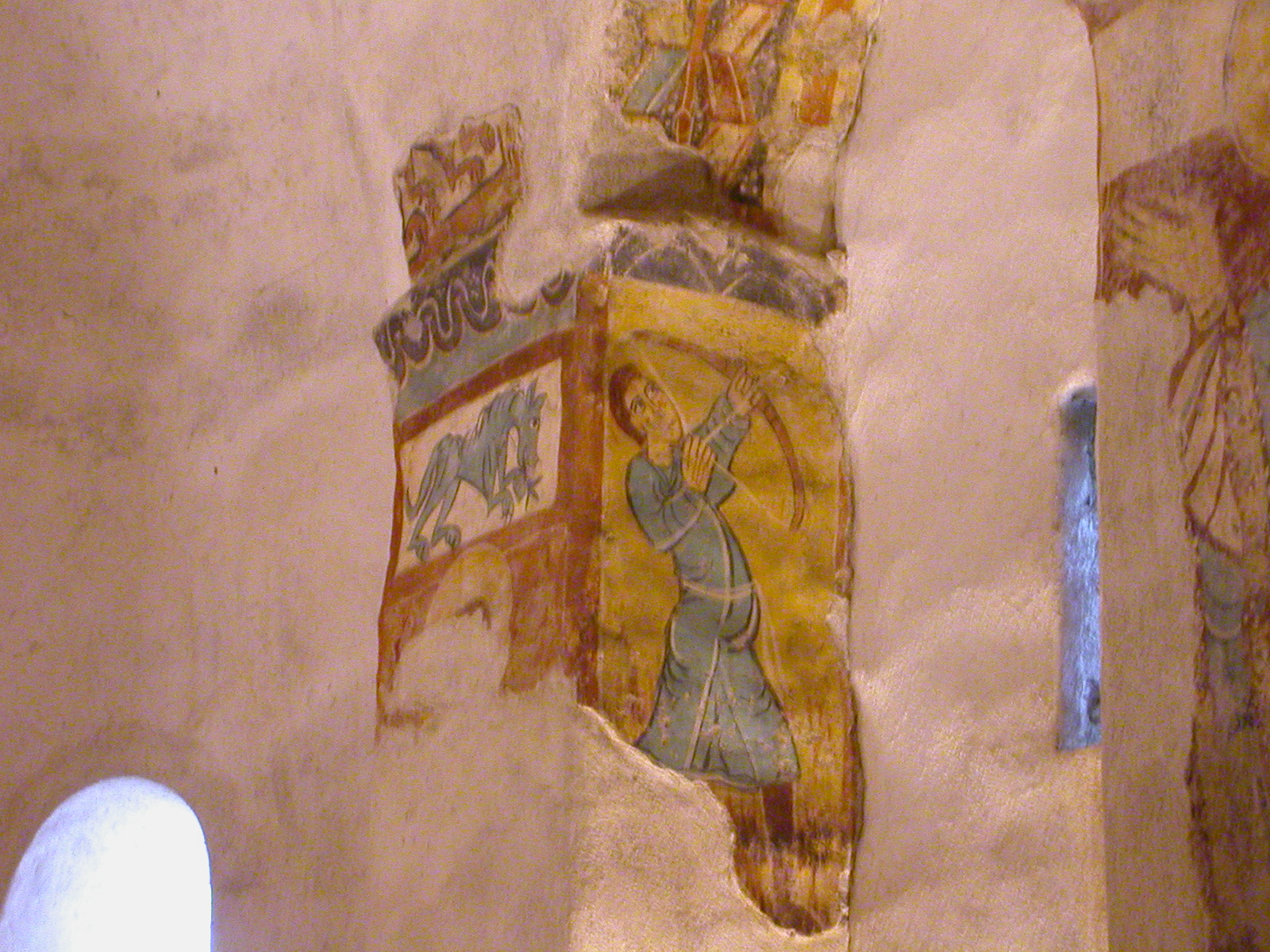
Église Sant Martí de la Cortinada, fresque.
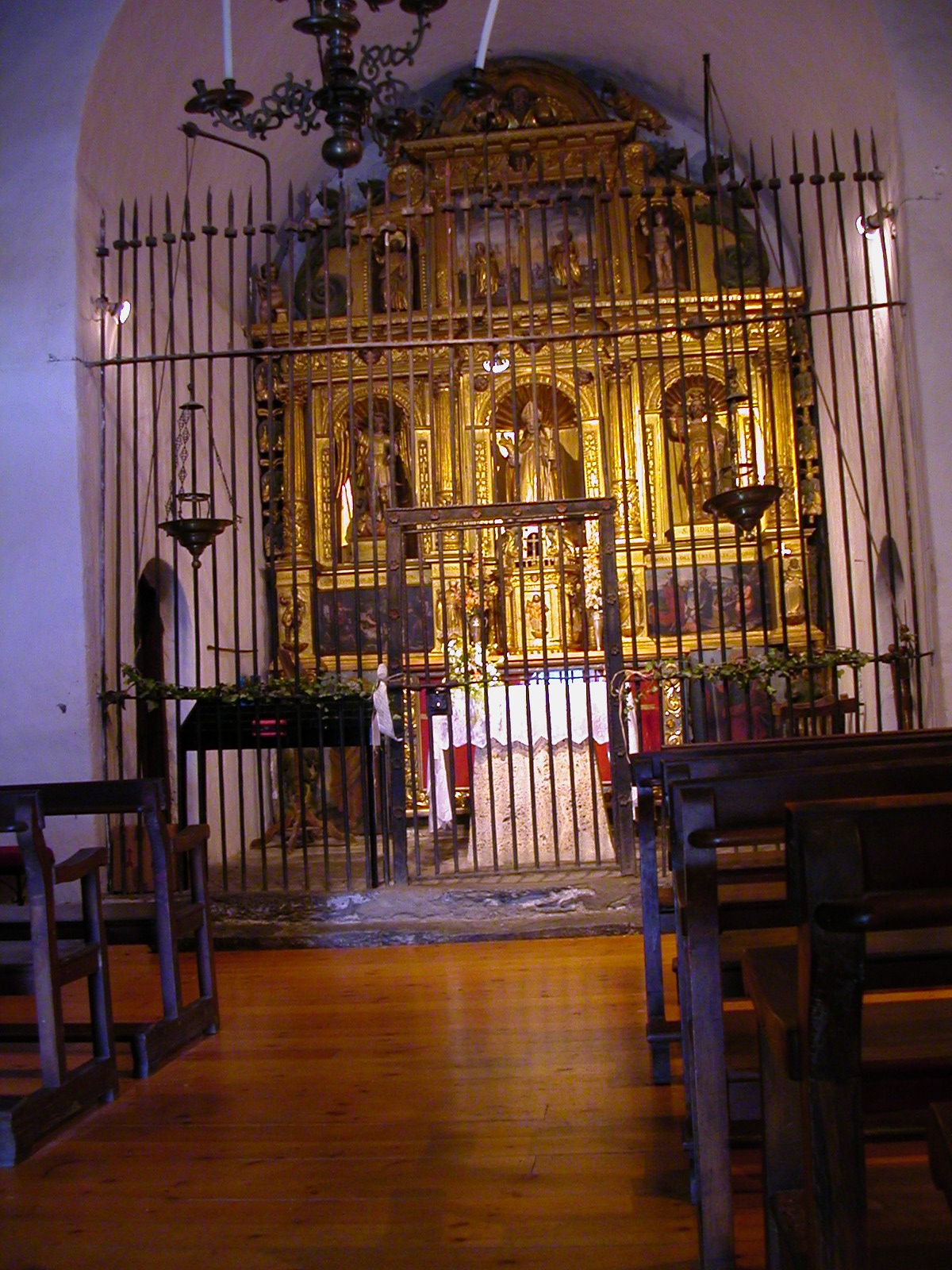
Église Sant Martí de la Cortinada, chapelle.
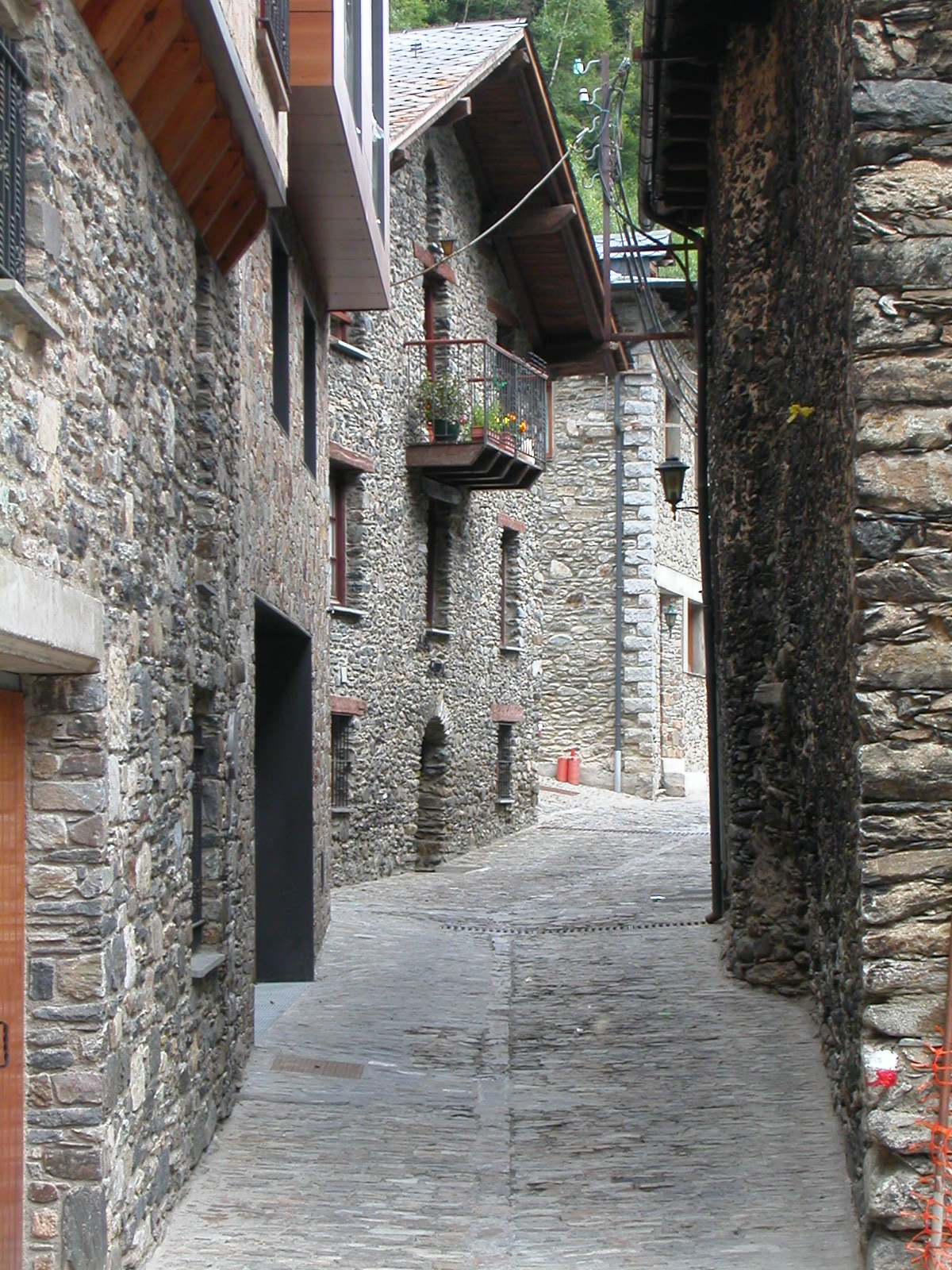
Une rue de la ville.
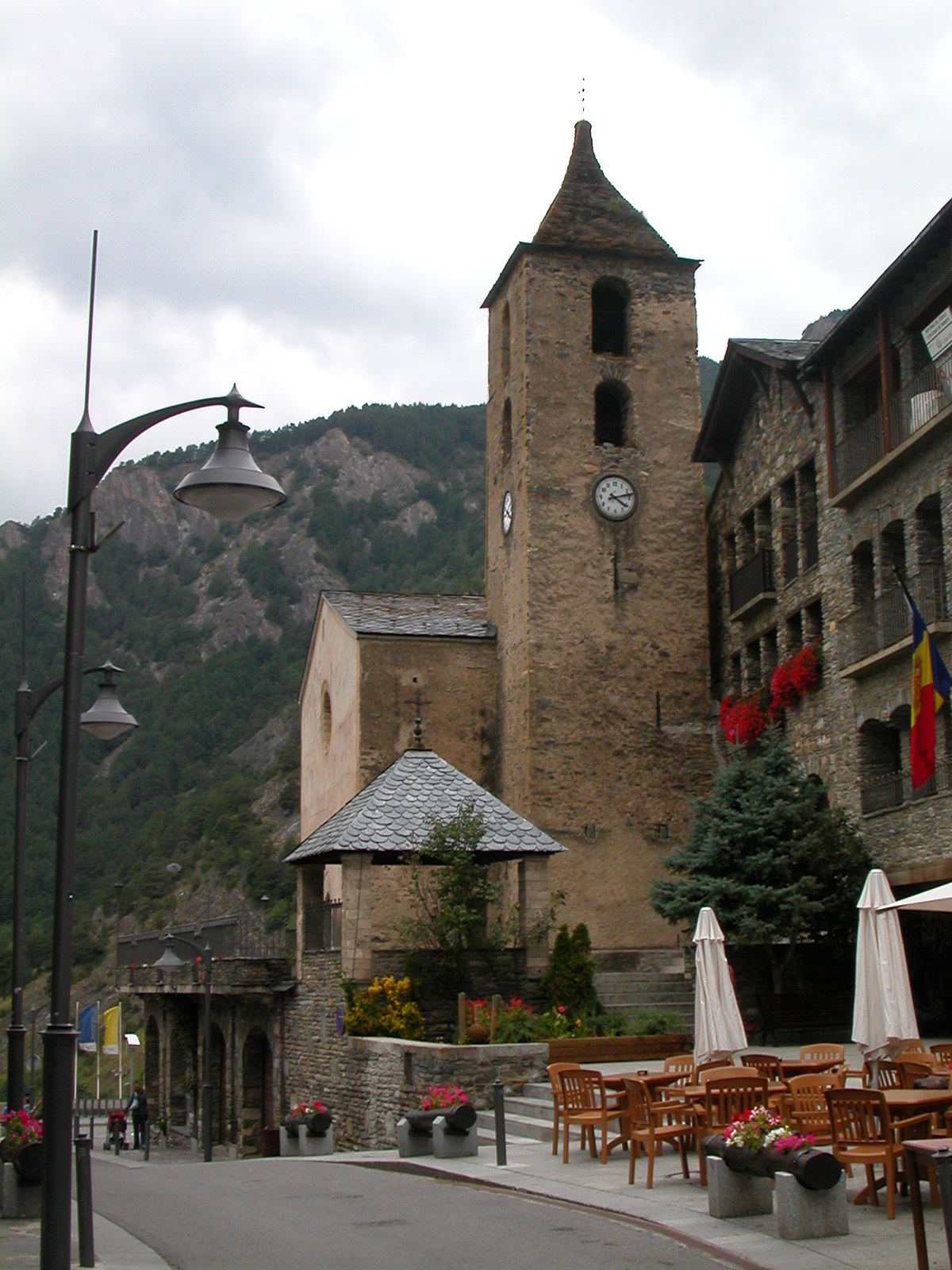
Église Sant Cebri.
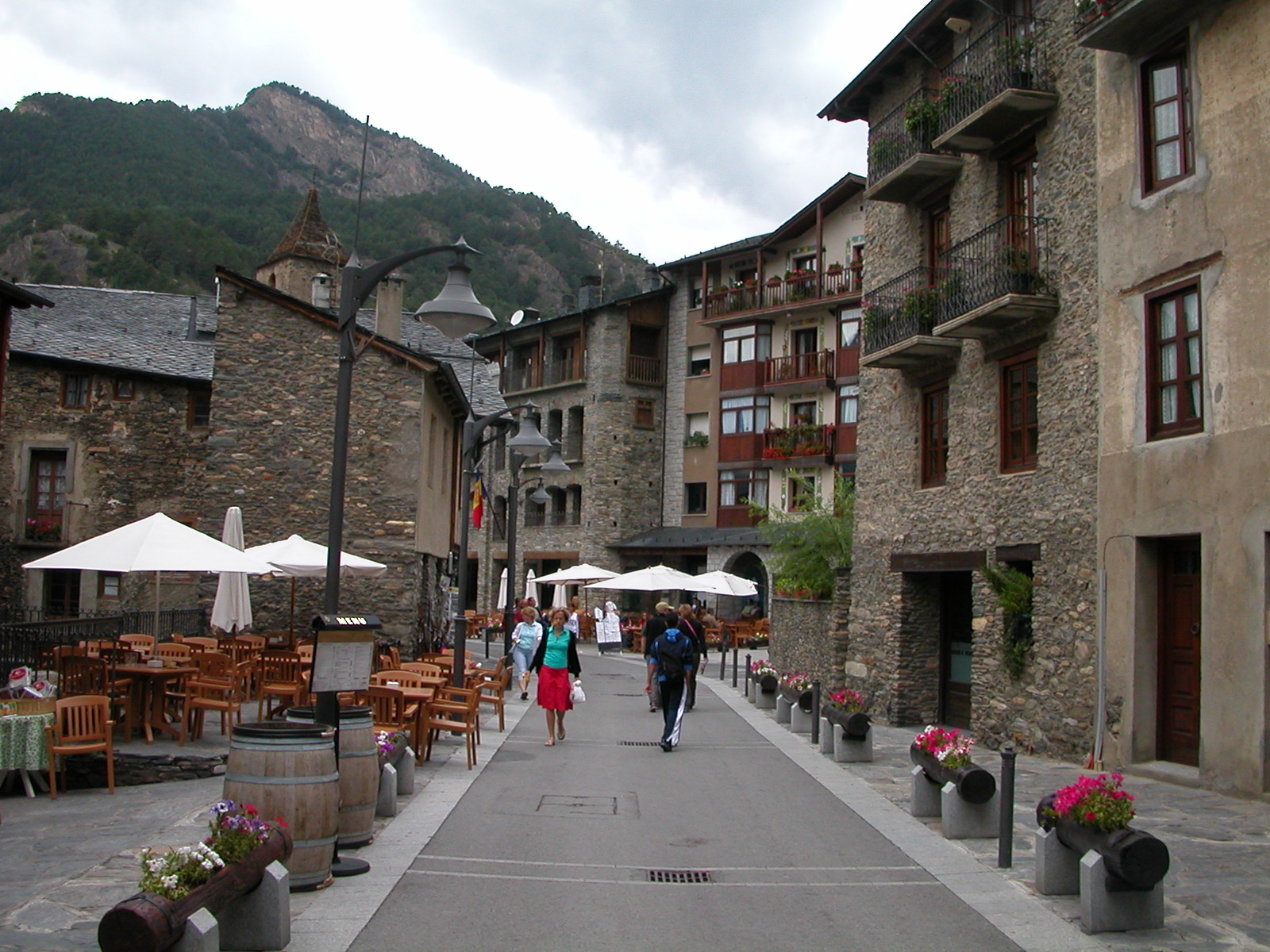
La carrer Major.

## Activités à faire
- Le canyoning du Segudet
- Centre historique
- Le moulin et scierie de Cal Pal
- Estanys de Tristaina
- Randonnée Estany de l'Estanyo

## Sports

### Cyclisme

#### Arrivées duTour d'Espagne
- 2000 :  Félix Cárdenas
- 2001 (en contre-la-montre) :  José María Jiménez
- 2005 :  Francisco Mancebo
- 2007 :  Denis Menchov

#### Arrivées duTour de France
- 1997 :  Jan Ullrich
- 2009 :  Brice Feillu
- 2016 :  Tom Dumoulin

### Course à pied
La Travessa d'Ordino (ou de La Massana i Ordino, de Vallnord) est une course à pied organisée par Vallnord où il faut passer sur la crête de la paroisse de Canillo. Le parcours commence à Ordino et se termine à Puntal (parc naturel de Sorteny).
Le parcours est ainsi composé : 
- Parking municipal d'Ordino : 1300 m,
- Coll d'Ordino : 1985 m,
- Pic de Casamanya : 2740 m,
- Crête Ordino-Canillo : 2000-2700 m,
- Pic de l'Estanyó : 2915 m,
- Pic de Serrère : 2912 m,
- Sorteny : 1800 m.

### VTT
Le succès obtenu lors de l’organisation de la première épreuve de la Coupe du monde de VTT à Vallnord en mai 2008 a rendu possible qu'Andorre soit à nouveau choisie par l'Union cycliste internationale (UCI) comme l’un des sites d’accueil de cette épreuve internationale en 2009. Cette dernière eut lieu les 16 et 17 mai et comprit les épreuves de descente et de 4-cross.

### Ski freeride
Depuis 2015, la station de ski d'Ordino Arcalís accueille une étape du Freeride World Tour qui regroupe tous les meilleurs freeriders du monde, tantôt en ski, tantôt en snowboard. En 2021, la station a exceptionnellement été hôte de deux manches de la compétition.